# Serve dell'Immacolata Concezione
Le Serve dell'Immacolata Concezione (in spagnolo Siervas de la Inmaculada Concepción; sigla S.I.C.) sono un istituto religioso femminile di diritto pontificio.

## Storia
Nel 1944, in occasione del primo sinodo diocesano di Tacámbaro, i padri sinodali chiesero la fondazione di una congregazione di suore per l'insegnamento nelle scuole cattoliche della regione.
José Abraham Martínez Betancourt, vescovo di Tacámbaro, ritenuto fondatore dell'istituto, affidò la formazione delle prime aspiranti a María del Carmen Guzmán Alvarado, appartenente alla congregazione delle Figlie di Maria Immacolata di Guadalupe. Le prime cinque candidate iniziarono il postulantato a Villa de Guadalupe il 12 maggio 1945, considerato il giorno della fondazione dell'istituto.
L'istituto ottenne l'approvazione pontificia l'11 febbraio 1983.

## Attività e diffusione
Le suore si dedicano all'istruzione e all'educazione della gioventù.
Sono presenti solo in Messico; la sede generalizia è a Tacámbaro.
Alla fine del 2015 l'istituto contava 110 religiose in 22 case.